# Dienstglas (Wehrmacht)

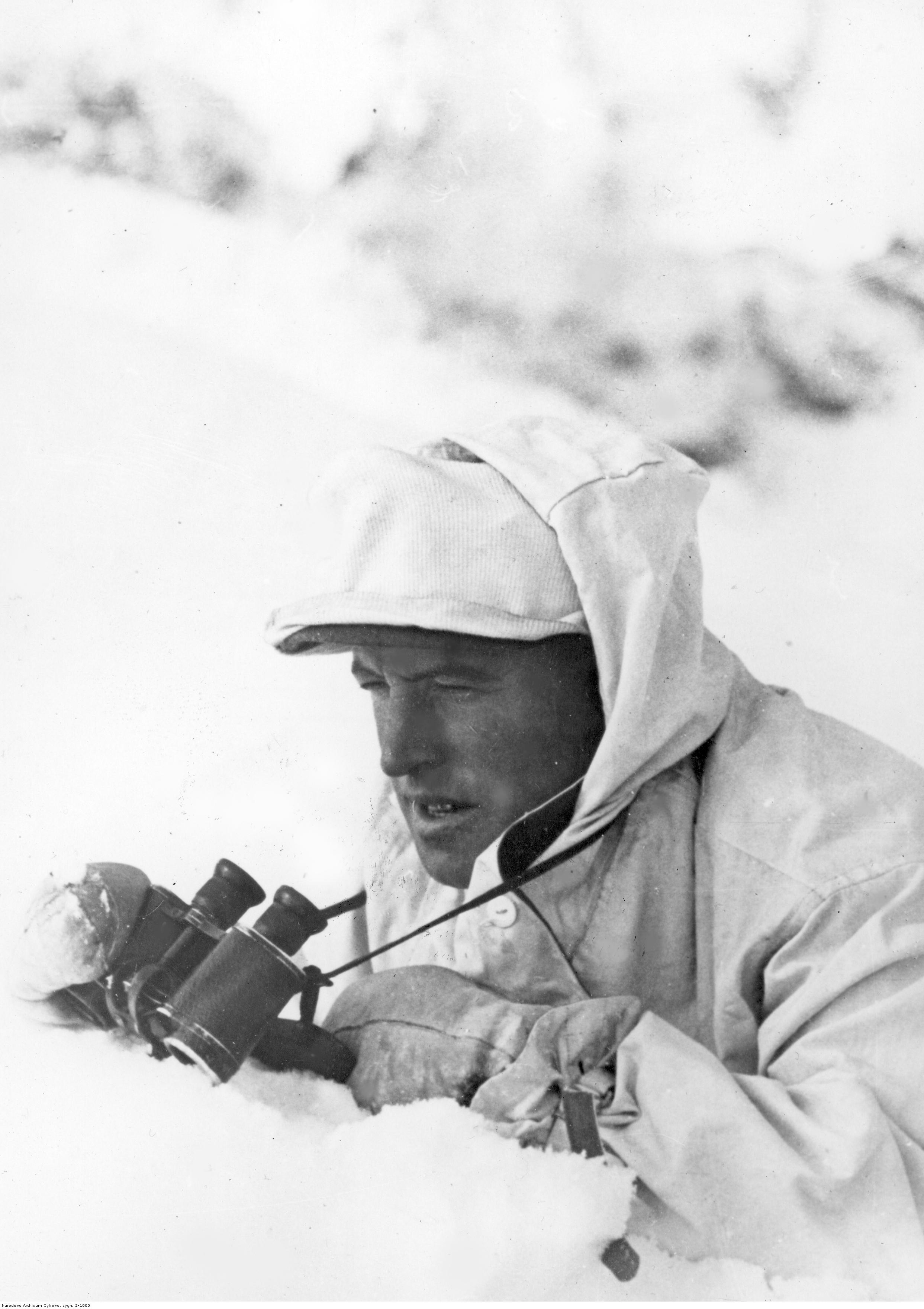
Żołnierz niemiecki w zimowym umundurowaniu z lornetką „Dienstglas” 6×30 na froncie wschodnim

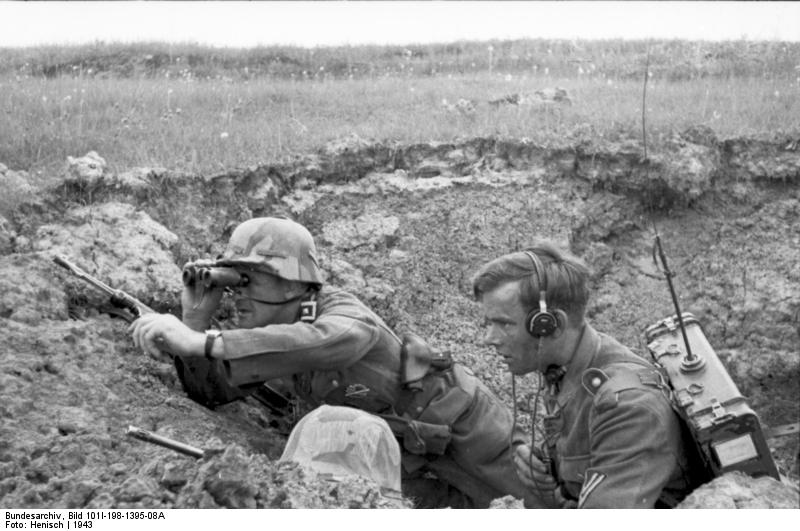
Feldwebel Wehrmachtu z lornetką „Dienstglas” na froncie wschodnim

Dienstglas – lornetka pryzmatyczna będąca elementem oporządzenia żołnierza niemieckiego Wehrmachtu podczas II wojny światowej. 

## Opis
Zdolność do orientowania się w terenie i określania gdzie znajduje się wróg, była niezwykle istotna dla każdego żołnierza. Uniwersalną lornetką niemieckiej piechoty oraz innych rodzajów wojsk Wehrmachtu w czasie II wojny światowej, był „Dienstglas” o parametrach optycznych 6×30, wydawany regulaminowo dowódcy drużyny, najczęściej wraz z futerałem. W prawym okularze umieszczano podziałkę która służyła do określania wysokości i odległości, ale pod koniec wojny z niej zrezygnowano. Lornetkę malowaną na czarno lub od 1943 roku na piaskowo, produkowano z magnezu, aluminium oraz w okresie restrykcyjnie przestrzeganych ograniczeń produkcyjnych – bakelitu. Futerał z pasem nośnym i dwoma rzemieniami służącymi do mocowania całości na pasie, wykonywano z czarnego lub brązowego bakelitu, naturalnej skóry lub tworzyw sztucznych.
Oznaczenia lornetki umieszczano na korpusie, wykonanym z aluminiowych lub blaszanych wytłoczek. Pod napisem „Dienstglas” znajdowały się parametry optyczne, numer seryjny oraz (do 1940 roku) nazwa producenta, którą od tamtego momentu zastąpiono trzyliterowym kodem. Jeśli lornetka posiadała podziałkę, umieszczano na niej znak H/6400; innym oznaczeniem była błękitna piramidka, co oznaczało że lornetka posiada specjalny smar i jest uszczelniona woskiem, więc może być używana w niskich temperaturach, na przykład na froncie wschodnim.            
Inne typy lornetek które najczęściej trafiały do rąk żołnierzy niemieckich to 7×50, używana nie tylko przez wojska lądowe Heer, ale także przez Luftwaffe (siły powietrzne) i Kriegsmarine (marynarka wojenna), oraz 10×50 używana przez niemieckich artylerzystów oraz wyższych oficerów. Korzystano również z lunet pozbawionych widzenia stereoskopowego, które były fabrycznie wykonywanymi połówkami lornetek.
Lornetki służbowe używane przez armię niemiecką podczas II wojny światowej były produkowane przez wielu producentów, takich jak między innymi Carl Zeiss, Emil Busch, Goerz, Hensoldt, Rodenstock, Swarovski i Voigtländer.